# Soera Het Berouw
Soera Het Berouw is een soera van de Koran.
De soera is vernoemd naar het betonen van berouw dat in aya 3 wordt genoemd.
Aya 30 vertelt dat de joden Uzayr zoon van God noemen en dat de christenen de messias zoon van God noemen.

## Bijzonderheden
Ayat 128 en 129 zouden niet zijn geopenbaard in Medina. Deze soera wordt ook wel De Vrijheid (البراءة: Al-Bara'at) genoemd.
De soera begint niet, in tegenstelling tot alle andere, met de basmala. Soms wordt gedacht dat soera De Buit en soera Het Berouw één geheel vormen.
Veel onderwerpen in deze soera hangen samen met de gevechten in het jaar 631. De eerste 36 ayat zijn mogelijk de proclamatie die Mohammed liet voorlezen tijdens de hadj in 630.
Volgens een authentieke hadith is dit de laatste volledige soera die geopenbaard is. De datum van de openbaring van een aya kan bepalen of er naskh op wordt toegepast. Hierbij kunnen eerder geopenbaarde ayat worden opgeheven of vervangen door latere openbaringen.

### Zwaardvers
Aya 5 staat bekend als het zwaardvers en kan als volgt vertaald worden:
Wanneer de heilige maanden voorbij zijn, doodt dan de afgodendienaren (de polytheïstische Arabieren die het vredesverbond met de moslims hebben geschonden) waar je hen ook vindt en grijpt hen en belegert hen en loert op hen uit elke hinderlaag. Maar als zij berouw hebben en het gebed houden en de zakat betalen, laat hun weg dan vrij. Voorzeker, God is Vergevensgezind, Genadevol.
Deze aya zou gericht zijn op de polytheïsten met wie destijds een vredesverbond (Verdrag van Hoedaibiya) was opgemaakt dat zij nadien hadden verbroken door moslimstammen 's nachts in een hinderlaag aan te vallen; bovendien stelt de voorafgaande aya dat het gaat om hen met wie een verbond is gesloten (Qoeraisj-stam). Dit zou betekenen dat in het zwaardvers geen gewag wordt gemaakt van ongelovigen in het algemeen. Met deze exegese wordt ook niets afgedaan aan soera De Koe 256: Er is geen dwang in de godsdienst. Osama bin Laden heeft wellicht het zwaardvers echter wel gebruikt als grond voor de gewapende jihad.

### Djizja
De djizja is gebaseerd op aya 29. Deze aya luidt:
Vecht tegen degenen die niet in Allah en in de Laatste Dag geloven, noch verbieden wat door Allah en Zijn Boodschapper verboden is; en degenen die de godsdienst van de Waarheid niet erkennen onder de mensen van het Boek, totdat zij het beschermgeld betalen naar vermogen, terwijl zij onderdanigen zijn.
Soerah 9, vers 29 van de Koran, ook bekend als het zwaardvers, is een veelbesproken passage die vaak wordt aangehaald in discussies over de islam en geweld. Het is belangrijk om de historische context van dit vers te begrijpen om de betekenis ervan correct te interpreteren.
Historische Context
Soerah 9, vers 29 werd geopenbaard in de context van de Slag bij Tabuk in 630 na Christus. Dit was een militaire expeditie van de moslims onder leiding van de profeet Mohammed tegen het Byzantijnse Rijk. Het Byzantijnse Rijk was in die tijd een machtige regionale speler en er waren berichten dat ze een grote troepenmacht aan het verzamelen waren in Syrië, wat een directe bedreiging vormde voor de moslimgemeenschap in Medina. Er waren ook Arabische christelijke stammen (zoals de Banu Ghassan) die bondgenoten waren van de Byzantijnen en vijandige acties ondernamen tegen de moslims. Ook kregen moslims te horen dat zij een verassingsaanval aan het voorbereiden waren op de moslims. 
De moslims waren in een moeilijke situatie. Ze waren in de minderheid en hadden te maken met economische en sociale druk. Het Byzantijnse leger was veel groter en beter uitgerust. De moslims waren zich bewust van het gevaar dat hen bedreigde en zagen de expeditie naar Tabuk als een noodzakelijke stap om hun veiligheid te waarborgen.
Defensieve Aanval
Hoewel de expeditie naar Tabuk vanuit militair oogpunt als een aanval kan worden beschouwd, is het belangrijk om te onthouden dat het een reactie was op een dreigende aanval van het Byzantijnse Rijk. De moslims zagen het als een noodzakelijke stap om zichzelf te verdedigen en hun gemeenschap te beschermen.
Het is ook belangrijk op te merken dat de Slag bij Tabuk niet tot een daadwerkelijke confrontatie leidde. Toen de moslims in Tabuk aankwamen, trokken de Byzantijnse troepen zich terug. Dit suggereert dat het primaire doel van de moslims niet was om te veroveren of te plunderen, maar om de dreiging van het Byzantijnse leger af te wenden.
Interpretatie van Soerah 9, vers 29
Soerah 9, vers 29 moet worden begrepen in de context van de historische gebeurtenissen rond de Slag bij Tabuk. Het vers roept moslims op om te vechten tegen degenen die hen aanvallen, maar het is belangrijk om op te merken dat dit niet betekent dat moslims agressie moeten nastreven of onschuldige burgers moeten aanvallen.
De islamitische traditie benadrukt het belang van rechtvaardigheid en zelfverdediging. Geweld is alleen toegestaan als het noodzakelijk is om zichzelf of anderen te beschermen tegen agressie. Soerah 9, vers 29 moet worden geïnterpreteerd als een oproep tot zelfverdediging in het licht van een dreigende aanval, zoals de situatie in Tabuk.
Uzayr (Ezra), die volgens aya 30 door de joden zoon van God wordt genoemd, zou volgens tafsir gaan om een kleine groep joden die in Medina leefden in de tijd van Mohammed of een handvol andere joden. Daarnaast zou de titel 'zoon van God' ook kunnen slaan op Uzayrs rol; hij was verantwoordelijk voor het memoriseren en het bewaren van de gehele Thora, nadat deze verloren was gegaan na Babylonische ballingschap.